# Prooedema inscisalis
Prooedema inscisalis là một loài bướm đêm trong họ Crambidae.